# Румунська революція (1989)
Румунська революція 1989 року (рум. Revoluția română din 1989) — період насильницьких безладів у Румунії в грудні 1989 року, частина революцій 1989 року, які охопили країни Варшавського договору. Румунська революція розпочалась у місті Тімішоара і згодом поширилась на всю країну, що призвело до відкритого судового процесу та страти комуністичного лідера країни Ніколае Чаушеску та кінця 42-річного комуністичного правління в Румунії. Це було останнє падіння комуністів в країні Варшавського договору під час подій 1989 року та єдине, де насильно повалили уряд та вбили лідера.
Ранні протести відбувалися в Тімішоарі в середині грудня, хоча соціально-економічний спад спостерігався в соціалістичній Румунії впродовж тривалого часу, особливо в період жорсткої економії 1980-х років. Заходи жорсткої економії були розроблені за участі Чаушеску з метою погашення зовнішнього боргу. Потужна таємна поліція Секурітате стежила за усіма аспектами життя. Проте цього не було достатньо, щоб повністю придушити волю людей, які в світлі останніх подій в сусідніх країнах почали все більше виступати за революцію та зміни в уряді.
Скоро після невдалого публічного виступу Чаушеску рядові військовослужбовці одноголосно перейшли на сторону протестувальників. Безлади, вуличне насилля та вбивства в кількох румунських містах впродовж тижня змусили румунського диктатора разом з дружиною, віце-прем'єр-міністром Єленою Чаушеску, втекти 22 грудня з Бухаресту. Після їхнього захоплення в Тирговіште, вони в показовому процесі постали перед військовим трибуналом за звинуваченням в геноциді, нанесення збитків національній економіці та зловживанні владою для здійснення військових дій проти румунського народу. Їх визнали винними за всіма пунктами звинувачення і негайно стратили на Різдво 25 грудня 1989 року, ставши останніми особами, яких засудили до смерті та стратили у Румунії.
Сучасна Румунія розгорнулася в тіні режиму Чаушеску, разом зі швидким його падінням. Фронт національного порятунку швидко взяв владу після повалення Чаушеску, пообіцявши провести вільні та справедливі вибори впродовж п'яти місяців. Обраний на виборах в травні наступного року, Фронт національного порятунку провів ряд економічних і демократичних реформ, з наступними змінами в соціальній політиці, які були реалізовані наступними урядами. З цієї точки зору Румунія стала більш інтегрованою із Заходом, ніж її колишні, хоч і прохолодні, відносини з Москвою. Румунія стала членом НАТО та Європейського Союзу у 2004 та 2007 році відповідно. Хоча демократичні реформи виявились відносно успішними, економічні реформи виявились в значній мірі неефективними. Так, Румунія має одні із найбільших показників (а саме дитячої) бідності серед розвинених країн світу.

## Передісторія
Як і інші східноєвропейські країни, Румунія була окупована Радянською армією в кінці Другої світової війни. Незважаючи на нечисленність румунської компартії, присутність радянських військ «допомогла» їй прийти до влади і знешкодити супротивників. Румунський уряд, знаряддям якого виступали сили безпеки (секурітате), слідував сталінській моделі — жорстокі чистки, безпрецедентна пропаганда, цензура, придушення інакомислення.

### Доба Чаушеску
До смерті в 1965 році лідера Румунії Георге Георгіу-Деж, Румунія залишалась вірним членом радянського блоку. Після виборів на посаду голови компартії 47-річного Чаушеску почалися зміни у зовнішній політиці. Залишаючись в лавах РЕВ та Варшавського договору, румунське керівництво не бажало собі в збиток бути частиною економічних планів СРСР чи безперечно слідувати вказаному Москвою курсу. Чаушеску наполягав, що кожна соціалістична країна має право на свій шлях.
В 1968 році Чаушеску виступив на захист ліберального чехословацького лідера Александра Дубчека та засудив введення військ Варшавського договору в ЧССР, що, на деякий час, зробило його героєм в очах багатьох румун. Цей крок також приніс Чаушеску світову популярність — його приймали та вітали західні державні діячі та монархи. Навіть в 1983 році віце-президент США Джордж Буш називав його «одним із пристойних комуністів». Цей престиж дав можливість Чаушеску встановити повний контроль над Румунією.
1984 року в США утік Іон Міхай Пачепа — керівник політичної служби безпеки «Секурітате». Він став найбільш високопоставленим перебіжчиком з усього соцтабору. Стосунки з Заходом погіршилися, а Чаушеску став втрачати контроль над спецслужбами.
Насправді його зовнішня політика була набагато менш сміливою, ніж це виглядало. Керівництво СРСР ніколи не вбачало з його боку такої серйозної загрози, як у період лібералізації Чехословаччини за Дубчека.

## Передумови революції

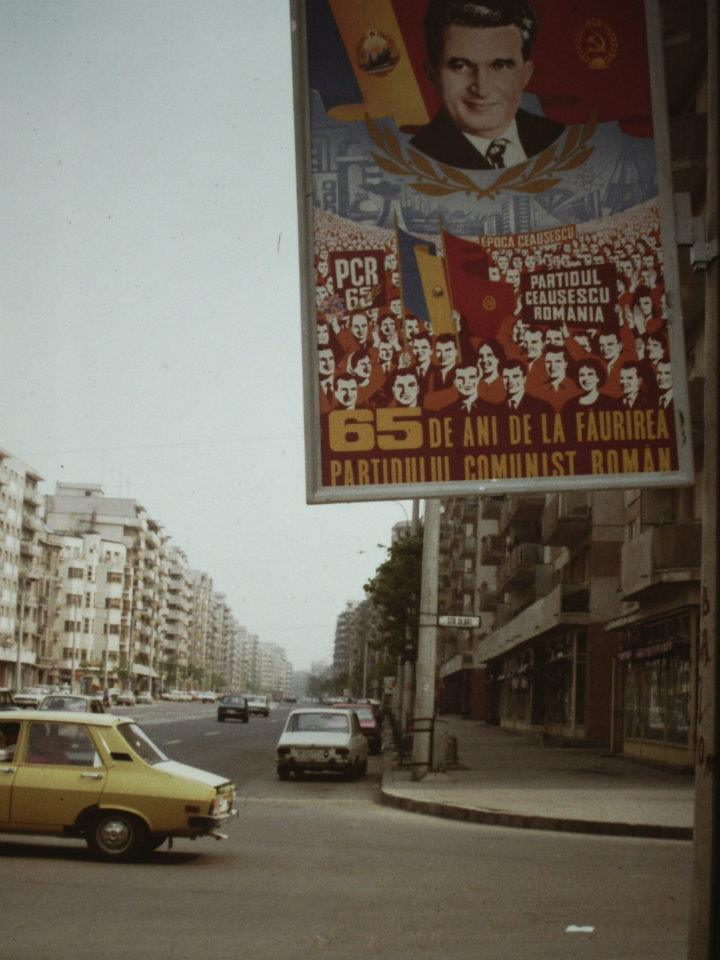
Пропаганда вождя на вулицях Бухаресту на знак 65-ї річниці заснування комуністичної партії Румунії

### Політичні
До 70-х років XX століття з'явилися ознаки, що у Чаушеску прогресуюча манія величі. Пропаганда все більше і більше зображувала його богоподібним вождем нації і кожна його поява на людях супроводжувалась відрепетируваними оваціями мас.
В 1974 році, на церемонії проголошення президентом Румунії Чаушеску, він демонстративно взяв у руки скіпетр, що ніяк не поєднувалось з марксистською ідеологією. Ще більш згубним було зростання впливу дружини Чаушеску, Єлени, що належала до вузького кола керівної верхівки. Інші члени сім'ї Чаушеску також займали керівні пости держави.

### Соціальні
В країні проводилась політика заохочення багатодітних сімей і було накладено заборону на розлучення та аборти, що після революції спричинило переповнення дитячих притулків дітьми від яких відмовились батьки.

### Економічні
В 60-х та 70-х роках в Румунії спостерігався відносний економічний ріст завдяки процвітаючому сільському господарству та експорту нафти. Проблеми з'явились в 1980-х, коли добуток нафти знизився і Румунія зіткнулася з проблемою розрахунків за імпортовані західні товари.
Безкомпромісне рішення, що запропонував Чаушеску виявилось фатальним. Румунії належало розрахуватись з боргами за рахунок різкого зниження імпорту і тотального експорту продовольчих товарів, що привело до різкого зниження життєвого рівня румунів та дефіциту продуктів. Не зважаючи на введення продовольчих карток, голод став серйозною загрозою для сотень тисяч громадян.
Також ситуація в країні ускладнилась тим, що недоліки промислової політики привели до енергетичного голоду. Населення потерпало через постійні відімкнення електро- та теплопостачання у люті зими 1985-86 років.
В той час великі кошти витрачались на грандіозні будівельні проекти. Знищувалися тисячі сіл, на місці яких виникали містечка. Більша частина старого Бухаресту була зненсена заради будівництва палаців і проспектів, що прославляли диктатора.

## Хід революції

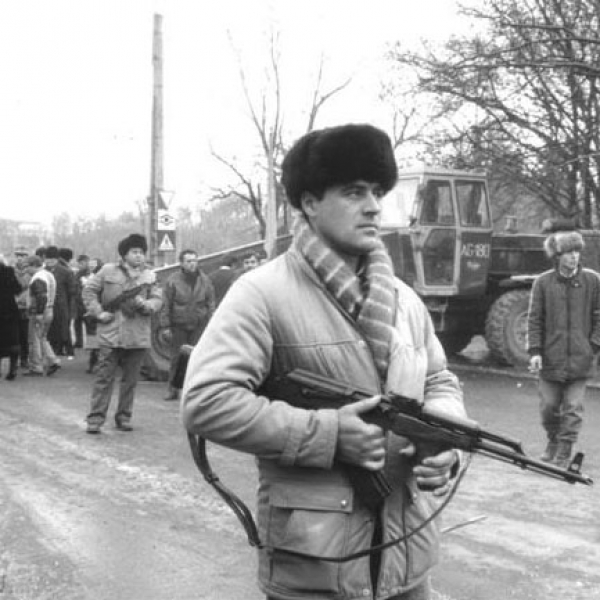
Повстанець з PM-63 RAK

### Повстання в Тімішоарі
16 грудня в Тімішоарі почалось повстання, що було спричинене усуненням зі своєї посади і виселенням з будинку пастора Ласло Текеша, угорця за національністю, антикомуніста та одного з керівників сепаратистського руху, що виступав за «повну етнічну автономію» декількох районів зі значною долею угорського населення. Текеш був звинувачений у розпалюванні міжнаціональної ворожнечі і діяльності всупереч інтересам держави, оскільки передавав до західних країн інформацію щодо стану справ з правами людини в Румунії.
Прихожани-угорці встали на захист пастора і невдовзі кількість мітингувальників збільшилась до декількох тисяч. Незабаром перша причина мітингу була забута, а в хід пішли антикомуністичні і антиурядові гасла.
Після перших репресивних акцій з боку правоохоронних органів розпочались погроми відділень комуністичної партії. Придушити виступ було доручено міністру оборони Василе Мілі, але він відмовився ввести у місто війська. Зранку 22 грудня він помер за підозрілих обставин. Його місце зайняв генерал Віктор Стенкулеску.
У ніч з 16 на 17 грудня у місто все-таки були введені війська і підрозділи «Секурітате», які використали спецтехніку, включаючи водомети, а потім, за заявами повстанців, відкрили вогонь на ураження. Точна кількість жертв залишилась невідомою.

### Мітинги в Бухаресті
17 грудня в Бухаресті влада влаштувала мітинг на свою підтримку, однак в його ході невідомими особами був організований вибух у натовпі присутніх, після чого мітинг вилився в антиурядові виступи, які переросли у зіткнення з міліцією. У місто були введені війська.
У цей же день робітники Тімішоари захопили фабрики та заводи свого міста. Хвиля антиурядових виступів прокотилася по всій країні. 20 грудня, однак, армія перейшла на бік революціонерів, а Тімішоару проголосили «вільним від комунізму містом».
22 грудня радіо оголосило, що міністр оборони Василе Міля покінчив життя самогубством, але практично відразу стало відомо, що він був убитий за відмову стріляти по демонстрантам. Це вбивство сколихнуло генералів і армія перейшла на бік повстанців. Війська разом з повстанцями зайняли телецентр у Бухаресті та проголосили «Брати румуни! Диктатура впала!».

### Втеча Чаушеску
22 грудня опівдні Чаушеску разом з дружиною, двома соратниками Емілем Бобу та Манею Менеску і двома агентами з секурітате втік з Бухареста на гелікоптері, який приземлився на даху будівлі ЦК. Однак невдовзі стало ясно, що втекти з країни не вдасться, оскільки у повітря були підняті винищувачі-перехоплювачі.
Спогади пілота гелікоптера Васіле Малутана:
|  | Коли ми злітали о 12:08 з тераси будинку ЦК, то бачили протестувальників, які вже вибігали на неї. Наша машина була розрахована на чотирьох пасажирів, а було шестеро. |

Пілот гелікоптеру висадив подружжя Чаушеску неподалік від міста Тирговіште, де вони захопили один попутний автомобіль, наказавши водію їхати вперед. Вони добралися до Тирговіште, де їх чекав аж ніяк не гостинний прийом, оскільки працівники місцевого підприємства зустріли їх машину градом каменів, а в будівлю місцевого комітету партії їх не впустили. У той же день ввечері президентське подружжя було затримано військовими.

### Подальші події

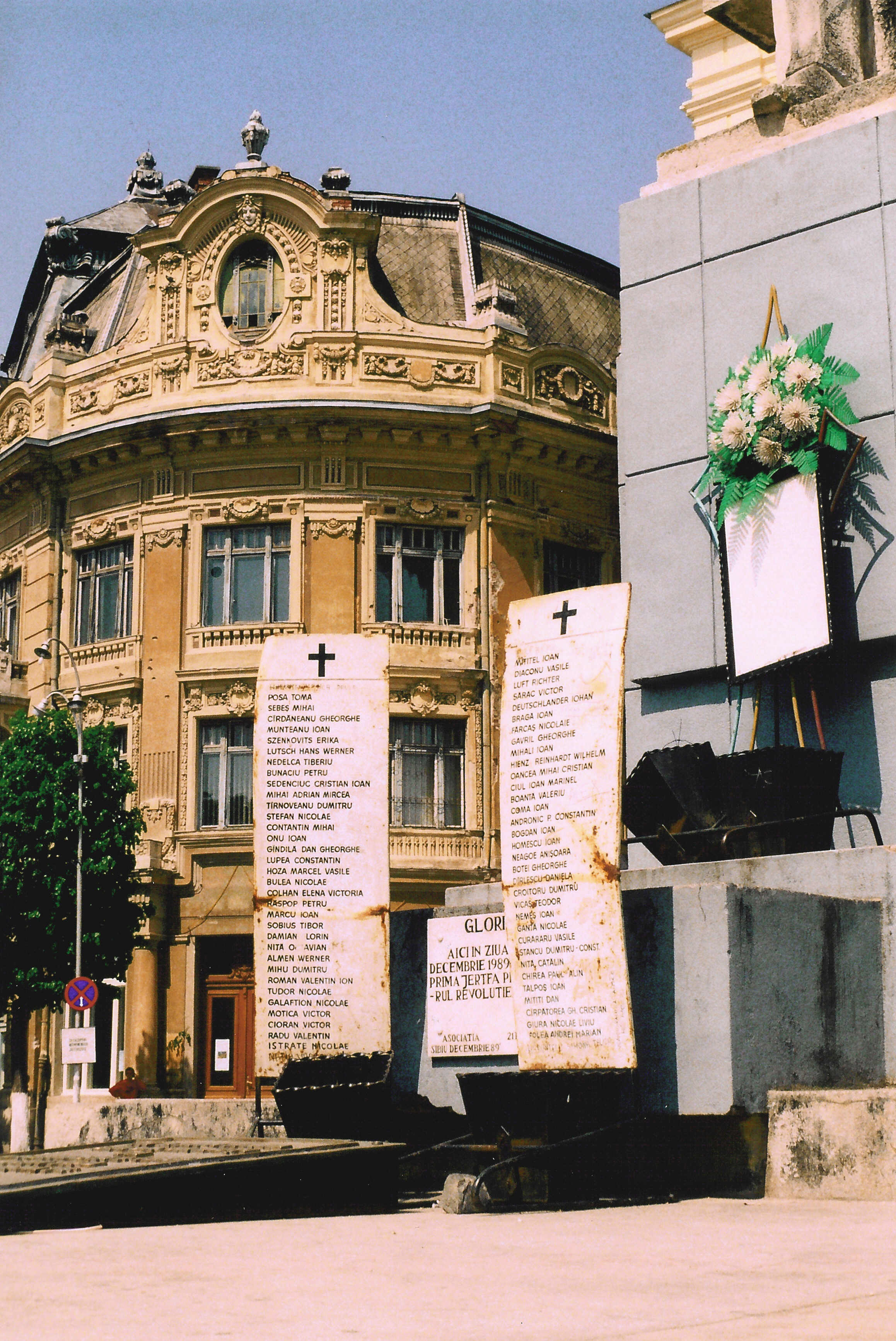
Меморіал на честь загиблих у Сібіу

У ніч з 22 на 23 грудня по всій країні почались сутички армії та повсталих зі співробітниками «Секурітате», але центром боїв стала столиця. Спецпідрозділи служби безпеки виконували наказ вже арештованого диктатора. Особливо жорстокі бої відбувались за будівлю Державної ради (яку утримували бійці секурітате) та за телецентр, де закріпились повстанці. 24 грудня супротив «Секурітате» почав поступово спадати, тому 25 грудня бої в Бухаресті майже припинились.
24 грудня Ілієску підписав указ про створення Надзвичайного військового трибуналу. В його склад увійшли два військових судді, два полковники і три «народних судді» званням поменше.
25 грудня Чаушеску спеціальним військовим трибуналом був засуджений до смертної кари, попри те що обвинуваченим було надано 10 днів для подання апеляції. Саме у цей день він був розстріляний разом зі своєю дружиною. Тіла Ніколае та Єлени Чаушеску були поховані у безіменній могилі на цвинтарі Генчеу на південно-західній околиці Бухареста.
Негайне виконання вироку було неоднозначно сприйняте у світі, оскільки процес проходив з порушенням усіх правових процедурних норм. Члени трибуналу пояснили неймовірний поспіх з судом та стратою диктаторської пари тим, що вона була символом для прихильників старого режиму, передусім для таємної поліції «Секурітате», а отже, якби Чаушеску залишалися живими до нормального судового процесу, то країна неодмінно занурилася б у криваву громадянську війну з численними жертвами.
Влада перейшла до Фронту національного порятунку, на чолі якого в основному стояли колишні партійні функціонери.